# 99 Dike

99 Dike este un asteroid ce se află în Centura de asteroizi. Dike a fost descoperit de Alphonse Borrelly pe 28 mai 1868. Acesta a fost primul asteroid descoperit de el. De asemenea, a fost numit după Dike, zeița dreptății morale din Grecia antică.
Potrivit liniei curbe care a fost generată din observațiile forometrice de  la Observatorul Pulkovo, ea are o perioadă de rotație de 18.127 ± 0.002 ore și variază în luminozitate cu  0.22 ± 0.02 în magnitudine. 
Asteroidul este localizat lângă familia de asteroizi Iuno, dar aceasta, cel mai probabil, nu are nicio legătură.